# 方登嶧
方登嶧（1659年—1728年），字鳧宗，號屏垢，安徽桐城人，清代政治人物。
方拱乾之孫，方孝标之子。顺治十六年（1659年）生，自幼出繼給方兆及為子。十四岁补县学生。康熙甲戌貢生，官至工部主事。康熙五十二年（1713年）爆發南山案，⽅登峄、方式濟⽗⼦偕⼦并兄、侄等流放黑龍江卜魁（今齊齊哈爾），居⼘魁十余年，“冬无裘帛，或阅日不举火，洒然忘身之在难”。康熙五十六年二月（1717年），方式济病歿於卜魁城。雍正六年（1728年）八月，登嶧亦卒於戍所。卒後始有诏赦归。著有《依園詩略》、《垢硯吟》1卷、《葆素齋集》3卷、《如是齋集》1卷等。